# Triathalassothia
Triathalassothia is een geslacht van straalvinnige vissen uit de familie van kikvorsvissen (Batrachoididae).

## Soorten
- Triathalassothia argentina (Berg, 1897)
- Triathalassothia lambaloti Menezes & de Figueiredo, 1998